# Резолюция Совета Безопасности ООН 242
Резолюция Совета Безопасности ООН 242 — резолюция Совета Безопасности ООН по итогам Шестидневной войны. Была принята единогласно Советом Безопасности ООН 22 ноября 1967 года на 1382-м заседании.

## Суть Резолюции
В своей Резолюции Совет Безопасности ООН потребовал вывода израильских вооруженных сил с территорий оккупированных во время конфликта, призывал к немедленному прекращению всех агрессивных деклараций и всякого состояния войны, к признанию суверенитета, территориальной целостности и политической независимости всех государств региона, к признанию права каждого из этих государств жить в мире, имея безопасные и признанные границы, не подвергаясь угрозам и насилию.

## Текст резолюции
Резолюция СБ ООН № 242 (1967)
Совет Безопасности,

выражая своё продолжающееся беспокойство по поводу серьёзного положения на Ближнем Востоке,

подчеркивая недопустимость приобретения территории путём войны и необходимость добиваться справедливого и прочного мира, при котором каждое государство в данном районе может жить в безопасности,

подчеркивая далее, что все государства члены Организации Объединённых Наций, принимая Устав Организации Объединённых Наций, взяли на себя обязательство действовать в соответствии со статьей 2 Устава,

1. утверждает, что выполнение принципов Устава требует установления справедливого и прочного мира на Ближнем Востоке, который должен включать применение обоих нижеследующих принципов:

i) вывод израильских вооруженных сил с территорий, оккупированных во время недавнего конфликта,

ii) прекращение всех претензий или состояний войны и уважение и признание суверенитета, территориальной целостности и политической независимости каждого государства в данном районе и их права жить в мире в безопасных и признанных границах, не подвергаясь угрозам силой или её применению;

2. утверждает далее необходимость:

a) обеспечения свободы судоходства по международным водным путям в данном районе;

b) достижения справедливого урегулирования проблемы беженцев;

c) обеспечения территориальной неприкосновенности и политической независимости каждого государства в данном районе с помощью мер, включающих установление демилитаризованных зон,

3. просит Генерального секретаря назначить Специального представителя, который должен выехать на Ближний Восток для установления и поддержания контактов с заинтересованными государствами в целях содействия достижению соглашения и поддержки усилий, направленных на достижение мирного и приемлемого урегулирования в соответствии с положениями и принципами настоящей резолюции;

4. просит Генерального секретаря как можно скорее сообщить Совету Безопасности о ходе усилий Специального представителя.
Принята единогласно на 1382-м заседании. — 

## Голосование
| За (15) | Воздержались (0) | Против (0) |
| --- | ---------------- | ---------- |
| Великобритания · Китайская Республика · США · СССР · Франция · Аргентина · Бразилия · Дания · Канада · Мали · Нигерия · НРБ · Индия · Эфиопия · Япония |                  |            |

## Толкование
Сегодня, арабская позиция заключается в том, что в резолюции содержится призыв к Израилю уйти со всех территорий, оккупированных им в ходе Шестидневной войны. Этот призыв выдвинут в качестве предварительного условия для начала мирных переговоров.
Несмотря на это, Израиль и Иордания заключили мирный договор в соответствии с которым Израиль остался на Западном берегу реки Иордан. Египет также начал переговоры по мирному урегулированию конфликта, прежде чем Израиль вывел свои войска с Синайского полуострова.
Израиль принял резолюцию, и трактует её как призыв к выводу с территорий, в рамках мирных переговоров, включая полное дипломатическое признание.
Масштабы вывода, по мнению Израиля, должны быть определены в результате всесторонних переговоров, которые бы привели к установлению прочного мира, но не ранее, чем арабы начнут выполнять свои собственные обязательства в соответствии с резолюцией 242.
Сторонники «палестинской точки зрения» сосредоточились на фразе преамбулы в которой подчеркивается «недопустимость приобретения территории путём войны», и отмечают, что некоторые, хотя и на не рабочие языки, переводы резолюции включают слова «со всех территорий». (Лишь английский и французский языки являются в Секретариате ООН рабочими языками, а арабский, русский, испанский и китайский языки являются официальными, но не рабочими языками).
Сторонники «израильской позиции» сосредотачивают внимание на постановляющей фразе, требующей «безопасных и признанных границ», и отмечают, что в резолюции содержится призыв к выводу «с территорий», а не «со всех территорий», указывая на отсутствие во фразе «(i) Withdrawal of Israel armed forces from territories occupied in the recent conflict;» определённого артикля «the» перед словом «territories». Они также отмечают, что вариант резолюции с определённым артиклем «the», предложенный арабскими странами и их союзниками, был отклонён, а сам артикль специально изъят из окончательного проекта резолюции 242.
Заместитель министра иностранных дел Израиля Даниэль Аялон утверждал, что даже советский представитель в ООН Василий Кузнецов, который боролся против окончательного текста резолюции, признал, что резолюция дала Израилю право «отвести свои войска только к тем позициям, которые он сочтет необходимыми».

## Выполнение требований резолюции
Изначально, часть арабского мира отвергла резолюцию 242. Завязанные в конфликте арабские страны на саммите в Хартуме (Судан) (29.08.67 — 01.09.67) приняли декларацию, вошедшую в историю как «Три нет»:
- Нет — миру с Израилем!
- Нет — признанию Израиля!
- Нет — переговорам с Израилем![8][9]

Соответственно, Израиль также не выполнил ту часть резолюции которая призывала его вывести свои войска с территорий, оккупированных в ходе конфликта, на том основании, что вопрос о выходе может быть рассмотрен лишь в контексте всеобщего урегулирования, которого касается пункт постановляющей части резолюции, а именно:
«… уважение и признание суверенитета, территориальной целостности и политической независимости каждого государства в данном районе и их права жить в мире в безопасных и признанных границах, не подвергаясь угрозам силой или её применению».
Невыполнению Израилем требований резолюции способствует также тот факт, что решение Совета безопасности ООН носит лишь рекомендательный характер, так как вынесено со ссылкой на Главу VI Устава ООН «Мирное разрешение споров». В Статье 36 этой главы, пункт 1, определяется круг полномочий Совета Безопасности при действиях по этой статье:
«Совет Безопасности уполномочивается в любой стадии спора, имеющего характер, указанный в статье 33, или ситуации подобного же характера рекомендовать надлежащую процедуру или методы урегулирования». 

### Мирный договор между Израилем и Египтом
В 1978 году президент США Джимми Картер пригласил Анвара Садата и Менахема Бегина на саммит в Кэмп-Дэвид, чтобы обсудить с ними возможность окончательного мирного договора.

Переговоры проходили с 5 по 17 сентября 1978 года и окончились подписанием в Вашингтоне двух документов, озаглавленных «Принципы для подписания мирного договора между Египтом и Израилем» и «Принципы мира на Ближнем Востоке», в которых стороны обязались основывать мирное урегулирование между Израилем и всеми его соседями на резолюции 242.
26 марта 1979 года Бегин и Садат подписали в Вашингтоне мирный договор между Израилем и Египтом, положивший конец войне между двумя государствами и установивший между ними дипломатические и экономические отношения.

По условиям договора Израиль полностью вернул египетской стороне Синайский полуостров — около 65000 км², на которых были уже построены военные аэродромы, гостиницы и начата добыча нефти. Синай в 10 раз превышал по площади Иудею и Самарию вместе взятые, он представлял собой 91 % территории, занятой Израилем в 1967 году.

### Передача сектора Газа под контроль ПА
В 2005 году, в результате «одностороннего размежевания», проведённого премьер-министром Ариэлем Шароном, Израиль вывел войска из сектора Газа, ликвидировав все находившиеся там еврейские поселения, население которых составляло 8500 человек. Также были разрушены 4 поселения в северной части Самарии. Контроль над сектором Газа приняла Палестинская национальная администрация.